# Mithridates III. (Parthien)

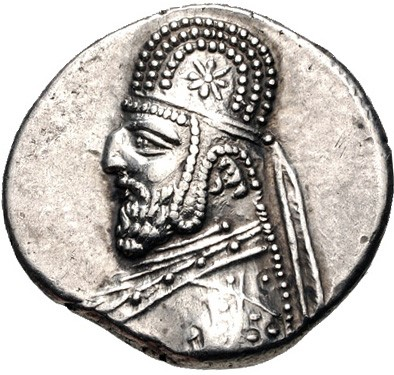
Münze von Mithridates III.

Mithridates III., persisch مهرداد Mit'radāta († 80 v. Chr.) war (möglicherweise) ein parthischer König, der von 87 v. Chr. bis 80 v. Chr. regierte.
Mithridates III. war wohl ein Sohn von Mithridates II. Seine Herrschaft wird in der Forschung allerdings teils bestritten; so sei auf Gotarzes I. direkt Orodes I. gefolgt. In diesem Sinne wird in der Fachliteratur meistens Mithridates IV. als Mithridates III. gezählt. Einige Forscher akzeptieren aber die von Gholamreza F. Assar vertretende neue Chronologie, die sich auf Münzfunde und Keilschriftentexte stützt.